# RTLテレビジョン
RTLテレビジョン（RTL Television）は、ドイツのテレビ局で、ドイツ以外にもオーストリア、ブルガリア、ルクセンブルク、ベルギー、オランダ、ハンガリー、チェコ、ルーマニア、クロアチア、イタリアでも衛星放送で放映されている。

## 概要
RTLテレビジョンは1984年1月2日午後5時27分、ルクセンブルクにて開局、その後1988年にドイツのケルンに本社を移転。

## 主な番組
- おはようございますドイツ (Guten Morgen Deutschland)（報道番組）
- Wer wird Millionär?（クイズ$ミリオネアのドイツ版）
- Deutschland sucht den Superstar（アイドルシリーズ）
- Let's Dance
- ダス・スーパータレント（Das Supertalent、ゴット・タレントのドイツ版）
- Alarm für Cobra 11－Die Autobahnpolizei（邦題アウトバーン・コップ）